# Emmanuel Rivière
Pour les articles homonymes, voir Rivière (homonymie).
Pour l’article ayant un titre homophone, voir Emmanuelle Rivière.
Emmanuel Rivière, né le 3 mars 1990 au Lamentin, est un footballeur français, international martiniquais, qui évolue actuellement au poste d'attaquant.
Il commence le football dans son enfance avec le club de Sainte-Luce, avec qui il participe à la Coupe de France des 14 en 2005. A cette occasion il est remarqué par plusieurs clubs de premier plan, dont le PSG, l'ASSE et l'OL. C'est avec l'ASSE qu'Emmanuel s'engage et termine sa formation, il porte même le maillot de l'équipe première des Verts de 2008 à 2011. En 2011, il part pour Toulouse contre 6 millions d'euros, il inscrit 5 buts lors de chacune de ses 2 saisons avec le Téfécé. Il est ensuite un buteur régulier sous le maillot de Monaco de 2013 à 2014, avant de vivre une expérience peu fructueuse à Newcastle, ponctuée d'une blessure et d'un prêt à Osasuna. Rivière retourne alors en France pour se relancer au FC Metz entre 2017 et 2019. Il quitte Metz après 2 saisons pour s'engager en Série B italienne avec Cosenza en 2019-2020, puis avec le FC Crotone. Il signe le 30 juin 2024 avec le RC Rivière-Pilote en Martinique.
Il est par ailleurs un grand habitué des équipes de France de jeunes dans sa première partie de carrière et compte une apparition et un but en sélection de Martinique, le 14 novembre 2019 face au Honduras (1-1).

## Biographie

### Jeunesse et débuts

#### Formation (1996-2008)
Emmanuel Rivière commence sa carrière de footballeur en jouant pour le club de l'Espoir de Sainte-Luce dans la commune de Sainte-Luce, située dans le département de la Martinique. Après ses performances en Coupe nationale annuelle des 14 ans qui se tient à Clairefontaine, il attire l'intérêt des clubs français dont notamment le Paris Saint-Germain, l'Olympique lyonnais et l'AS Saint-Étienne. C'est pour ce dernier club qu'il s'engage, en récompense de leur histoire, en déclarant : « L'ASSE est légendaire en Martinique. C'est un très grand club. Ma famille était contente de me voir signer ici. Mon père, qui suit beaucoup le football, en a parlé souvent. »

#### Débuts professionnels à Saint-Étienne (2008-2011)
Emmanuel Rivière intègre le centre de formation de l'AS Saint-Étienne en juillet 2005. Au vu de ses résultats, il intègre dès septembre 2006 (à 16 ans) l'effectif de l'équipe réserve évoluant en CFA. Il est alors le plus jeune joueur évoluant en CFA.
En mai 2008, il signe son premier contrat professionnel d'une durée de trois ans. Il est alors officiellement promu dans l'équipe senior et affecté du numéro 29.
Lors de l'année 2008, Emmanuel Rivière n'a pas beaucoup de temps de jeu et joue le plus souvent avec l'équipe B. Toutefois, au début de l'année 2009, il fait ses débuts professionnels le 3 janvier dans un match de Coupe de France contre les Girondins de Bordeaux. Pour la petite histoire, il joue la rencontre au poste inhabituel pour lui d'arrière droit ! Près d'un mois après, il rentre pour la première fois sur un terrain de Ligue 1 à Gerland à Lyon le 1er février 2009. Le match se termine sur un match nul 1-1.
Il marque son premier but professionnel le 13 mai 2009 avec l'ASSE contre Le Havre au Stade Jules-Deschaseaux.
En raison du départ de Bafétimbi Gomis et des blessures de Araujo Ilan et Kevin Mirallas, Emmanuel Rivière commence la saison 2009-2010 comme titulaire. Le 15 août 2009, il marque son deuxième but en Ligue 1 après 25 minutes de jeu, mais ce but ne suffit pas à donner la victoire aux Verts puisque l'AS Saint-Etienne s'incline 3-1 contre Toulouse.
Le 5 mai 2010 en marquant le but de la victoire face à l'US Boulogne CO, il permet à l'AS Saint-Etienne de se maintenir définitivement en Ligue 1 à deux journées de la fin du championnat.
À la suite d'une très bonne saison 2009-2010 avec les Verts, Emmanuel Rivière est nommé dans la catégorie du Meilleur espoir du Championnat de France en compagnie du Montpelliérain Karim Aït-Fana, du Lillois Eden Hazard et du Rennais Yann M'Vila. Cette nomination vient récompenser ses efforts et son travail réalisés depuis le début de saison. Le 23 juillet 2010, Rivière prolonge son contrat de trois ans avec son club formateur. Il est lié à l'ASSE jusqu'en juin 2014.
Le 5 février 2011, il inscrit son premier doublé en Ligue 1 au stade de la Mosson contre le Montpellier HSC, pour une victoire 2 buts à 1 des Verts.

### Fortunes diverses

#### Passage en demi-teinte à Toulouse (2011-2013)
En juillet 2011, les dirigeants toulousains et stéphanois se mettent d'accord sur le transfert du joueur pour un montant évalué entre 6 et 8 millions d'euros. Il signe un contrat de quatre ans le 12 juillet 2011 et hérite du numéro 19.
Le 17 septembre 2011, quelques minutes après son entrée en jeu, il marque dans les arrêts de jeu le troisième but des Toulousains et offre la victoire à son club dans le derby de la Garonne face à Bordeaux (3-2).
Après une période difficile, Emmanuel retrouve de l'efficacité au début de la saison 2012-2013.

#### Rebond à l'AS Monaco (2013-2014)
Après un an et demi sur les bords de la Garonne, Emmanuel décide de partir et rejoint le troisième club de sa carrière, l'AS Monaco, qui évolue alors en Ligue 2. Alors que certains observateurs lui promettent une place sur le banc, le joueur s'intègre parfaitement dans l'effectif monégasque et se montre performant malgré la concurrence.
Le 10 août 2013, Emmanuel Rivière inscrit un but à la 82e minute de jeu lors de la 1re journée de la Ligue 1 contre les Girondins de Bordeaux, victoire de l'AS Monaco 2-0. 
Lors de la deuxième journée de championnat, le 18 août 2013, il inscrit le premier triplé de sa carrière, pour une victoire à domicile 4-1 contre Montpellier HSC. Lors de la 4e journée, il marque le but de la victoire lors du match Marseille-Monaco (1-2) et récidive lors de la 7e journée contre Bastia pour une victoire 3-0. Lors du 16e de finale de la Coupe de France contre Chasselay, il remplace à la mi-temps Radamel Falcao, buteur puis gravement blessé à la suite d'un tacle, et inscrit un doublé permettant à Monaco de s'imposer 3 à 0.
Il termine la saison avec 13 buts toutes compétitions confondues.

### Expériences difficiles à l'étranger

#### Grand départ pour Newcastle (2014-2017)
Grâce à sa bonne saison en Principauté, il quitte le club monégasque pour signer un contrat de « longue durée » avec Newcastle United le 16 juillet 2014. Le transfert est estimé à neuf millions d'euros.
Malgré le montant important du transfert et les espoirs placés en lui, Rivière vit une saison compliquée outre-Manche, il est en effet élu "pire recrue de l'année" par le journal anglais Daily Mail. Le 16 mai 2015, il marque son premier but en Premier League après 18 minutes de jeu contre QPR, ce qui n’empêche pas la défaite des siens 2 buts à 1.
Sa seconde saison avec les Magpies est encore pire, Emmanuel se blesse en effet gravement et ne prend part qu'à 3 rencontres, pour aucun but.

#### Prêt à Osasuna (2016-2017)
Le 31 août 2016, Rivière est prêté par Newcastle au club espagnol du CA Osasuna. Il hérite du numéro 12.
Le 10 septembre 2016, Rivière joue son premier match, titularisé d'entrée par Petar Vasiljević mais Osasuna est sévèrement défait par le Real Madrid (5-2). Au mois d'octobre, le Français écope du premier carton rouge de sa carrière contre le Betis Séville. Rivière doit faire face à la forme de Sergio León qui le pousse peu à peu sur le banc. Il délivre néanmoins une passe décisive en avril 2017 malgré une défaite 1-2 contre l'Athletic Bilbao.

### Retour en France puis départ en Italie

#### FC Metz (2017-2019)
Le 25 août 2017, Rivière signe un contrat de deux ans avec le FC Metz.  
Sa première saison à Metz se solde par une relégation en Ligue 2, il souhaite alors quitter le club mais continue avec les Grenats faute d'opportunités de transfert.  

#### Cosenza puis Crotone (2019-2021)
Le 12 septembre 2019, à la fin de son contrat à Metz, il s'engage pour une saison avec Cosenza Calcio, club de Série B italienne.
Le 11 septembre 2020, il signe un contrat de deux ans avec le FC Crotone.
Le 16 octobre 2021, il est licencié du FC Crotone pour faute grave.

### Parcours en sélection

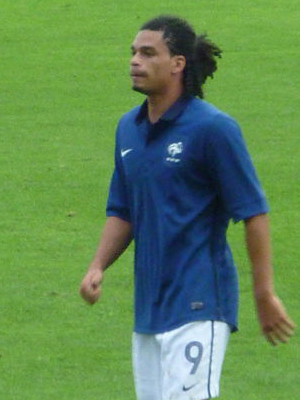
Rivière avec l'équipe de France espoirs en 2011

#### Chez les juniors (2006-2009)
- 2006 : Moins de 16 ans : Tournoi d'Algarve
- 2007 : Moins de 17 ans : Coupe du monde en Corée du Sud (but de qualification pour les quarts de finale)
- 2007 :  Moins de 18 ans : Tournoi de Limoges (États-Unis, Turquie, Écosse)

#### Chez les espoirs (2010-2012)
Emmanuel Rivière débute avec les espoirs le 2 mars 2010 à l'occasion du match France-Croatie, pour une victoire 3-1 des Bleuets. Au total, entre 2010 et 2012, il porte le maillot des Bleuets à 13 reprises et inscrit 6 buts.

#### Avec la Martinique (2019)
En 2019, Rivière est appelé avec la sélection de Martinique. le 14 novembre 2019, il dispute son premier match avec les Matinino contre le Honduras en Ligue des nations de la CONCACAF. Il inscrit le but martiniquais lors de ce match nul 1-1.

## Statistiques
| Saison                | Club                  | Championnat           | Championnat | Championnat | Championnat | Coupe nationale | Coupe nationale | Coupe nationale | Coupe de la Ligue | Coupe de la Ligue | Coupe de la Ligue | Compétition(s) continentale(s) | Compétition(s) continentale(s) | Compétition(s) continentale(s) | Compétition(s) continentale(s) | Total | Total | Total |
| Saison                | Club                  | Division              | M.          | B.          | P.d.        | M.              | B.              | P.d.            | M.                | B.                | P.d.              | Comp.                          | M.                             | B.                             | P.d.                           | M.    | B.    | P.d.  |
| 2008-2009             | AS Saint-Étienne      | Ligue 1               | 8           | 1           | 0           | 2               | 0               | 0               | -                 | -                 | -                 | C3                             | 2                              | 0                              | 0                              | 12    | 1     | 0     |
| 2009-2010             | AS Saint-Étienne      | Ligue 1               | 30          | 8           | 3           | 4               | 2               | 0               | 1                 | 0                 | 0                 | -                              | -                              | -                              | -                              | 35    | 10    | 3     |
| 2010-2011             | AS Saint-Étienne      | Ligue 1               | 35          | 8           | 5           | 1               | 0               | 0               | 2                 | 0                 | 1                 | -                              | -                              | -                              | -                              | 38    | 8     | 6     |
| Sous-total            | Sous-total            | Sous-total            | 73          | 17          | 8           | 7               | 2               | 0               | 3                 | 0                 | 1                 | -                              | 2                              | 0                              | 0                              | 85    | 19    | 9     |
| 2011-2012             | Toulouse FC           | Ligue 1               | 26          | 5           | 0           | -               | -               | -               | -                 | -                 | -                 | -                              | -                              | -                              | -                              | 26    | 5     | 0     |
| 2012-2013             | Toulouse FC           | Ligue 1               | 18          | 4           | 1           | 2               | 1               | 0               | 1                 | 0                 | 0                 | -                              | -                              | -                              | -                              | 21    | 5     | 1     |
| Sous-total            | Sous-total            | Sous-total            | 44          | 19          | 1           | 2               | 1               | 0               | 1                 | 0                 | 0                 | -                              | -                              | -                              | -                              | 47    | 20    | 1     |
| 2012-2013             | AS Monaco             | Ligue 2               | 14          | 4           | 2           | -               | -               | -               | -                 | -                 | -                 | -                              | -                              | -                              | -                              | 14    | 4     | 2     |
| 2013-2014             | AS Monaco             | Ligue 1               | 30          | 10          | 2           | 5               | 3               | 1               | 1                 | 0                 | 0                 | -                              | -                              | -                              | -                              | 36    | 13    | 3     |
| Sous-total            | Sous-total            | Sous-total            | 44          | 33          | 4           | 5               | 3               | 1               | 1                 | 0                 | 0                 | -                              | -                              | -                              | -                              | 50    | 36    | 5     |
| 2014-2015             | Newcastle United      | Premier League        | 23          | 1           | 1           | 1               | 0               | 0               | 4                 | 2                 | 0                 | -                              | -                              | -                              | -                              | 28    | 3     | 1     |
| 2015-2016             | Newcastle United      | Premier League        | 3           | 0           | 0           | -               | -               | -               | -                 | -                 | -                 | -                              | -                              | -                              | -                              | 3     | 0     | 0     |
| Sous-total            | Sous-total            | Sous-total            | 26          | 1           | 1           | 1               | 0               | 0               | 4                 | 2                 | 0                 | -                              | -                              | -                              | -                              | 31    | 3     | 1     |
| 2016-2017             | CA Osasuna (prêt)     | Liga                  | 15          | 0           | 1           | 2               | 0               | 0               | -                 | -                 | -                 | -                              | -                              | -                              | -                              | 17    | 0     | 1     |
| Sous-total            | Sous-total            | Sous-total            | 15          | 0           | 1           | 2               | 0               | 0               | -                 | -                 | -                 | -                              | -                              | -                              | -                              | 17    | 0     | 1     |
| 2017-2018             | FC Metz               | Ligue 1               | 11          | 5           | 2           | -               | -               | -               | 1                 | 0                 | 0                 | -                              | -                              | -                              | -                              | 12    | 5     | 2     |
| Sous-total            | Sous-total            | Sous-total            | 9           | 3           | 2           | -               | -               | -               | 1                 | 0                 | 0                 | -                              | -                              | -                              | -                              | 10    | 3     | 2     |
| Total sur la carrière | Total sur la carrière | Total sur la carrière | 211         | 44          | 17          | 17              | 6               | 1               | 10                | 2                 | 1                 | -                              | 2                              | 0                              | 0                              | 240   | 52    | 19    |

## Palmarès

### En club
AS Monaco
- Ligue 1
  - Vice-champion : 2014
- Ligue 2
  - Champion : 2013

 FC Metz
- Ligue 2
  - Champion : 2019

### Individuel
AS Saint-Étienne
- Joueur stéphanois du mois de mars 2010[32]
- Meilleur buteur du club pour la saison 2009-2010 (10 buts toutes compétitions confondues)
- Nommé aux Trophées UNFP dans la catégorie catégorie "Meilleur espoir de Ligue 1" en 2009-2010